# Atropha
Atropha is een geslacht van insecten uit de orde vliesvleugeligen (Hymenoptera) en de familie Ichneumonidae.

## Soorten
- A. amabilis Seyrig, 1932
- A. babaulti Seyrig, 1935
- A. bredoi Benoit, 1953
- A. fragilis Seyrig, 1932
- A. gibbosa Benoit, 1955
- A. gracilis Seyrig, 1932
- A. leucostoma (Cameron, 1912)
- A. luteipes Benoit, 1953
- A. luteoclypeata Benoit, 1955
- A. magnifica Benoit, 1955
- A. mansuetor Benoit, 1955
- A. olbrechtsi Benoit, 1955
- A. quadriannulata Kriechbaumer, 1894
- A. sectator Benoit, 1955
- A. terribilis Benoit, 1955
- A. tricolor (Szepligeti, 1908)
- A. vernalis Seyrig, 1932